# Mookane
Mookane est une ville du Botswana.